# Speed Cups
Speed Cups ist ein einfaches Party- und Kinderspiel des israelischen Spieleautors Haim Shafir, das 2013 erschien. Es handelt sich um ein Spiel für zwei bis vier Spieler, bei dem Becher in einer durch Karten vorgegebenen Reihenfolge gestapelt oder nebeneinander platziert werden müssen. Das Spiel wurde 2014 in die Empfehlungsliste zum Kinderspiel des Jahres aufgenommen, sowie beim österreichischen Spielepreis Spiel der Spiele als „Spiele Hit für Kinder“ ausgezeichnet.

## Spielweise
Bei Speed Cups geht es darum, mehrere farbige Becher in einer durch Karten vorgegebenen Reihenfolge zu stapeln oder nebeneinander zu platzieren. Dabei wird wie bei anderen Spielen von Shafir, etwa Halli Galli oder RinglDing, auf Schnelligkeit gespielt und der schnellste Spieler erhält die entsprechende Karte, nachdem er eine Tischglocke betätigt hat.
Das Spielmaterial besteht aus einem Kartensatz mit 24 Aufgabenkarten, 20 Cups mit jeweils 4 in den Farben Blau, Rot, Grün, Schwarz und Gelb sowie eine Tischglocke.

### Spielablauf
Zum Beginn des Spiels bekommt jeder Mitspieler fünf Cups in verschiedenen Farben. Die Tischglocke wird in der Tischmitte platziert, die Aufgabenkarten werden gemischt und als verdeckter Stapel neben die Glocke platziert.
Ein Spieler deckt die oberste Karte auf und sobald sie umgedreht ist, versuchen alle Spieler möglichst schnell die Anordnung der farbigen Symbole auf der Aufgabenkarte mit ihren Cups nachzubauen. Die Farben sind dabei auf den Karten vertikal oder horizontal als Bilder angeordnet, bei horizontaler Anordnung müssen die Cups nebeneinander abgestellt und bei vertikaler Anordnung gestapelt werden. Die Spieler betätigen die Tischglocke, wenn sie fertig sind und der Spieler, der am Schnellsten die korrekte Reihenfolge aufweist, bekommt die Karte.
Das Spiel läuft über insgesamt 24 Runden und wird gespielt, bis alle Karten verteilt sind. Gewonnen hat der Spieler, der am Ende die meisten Karten hat.

### Speed Cups2
2014 erschien mit Speed Cups2 eine Version des Spiels für zwei Spieler, das gemeinsam mit dem Basisspiel mit bis zu sechs Spielern gespielt werden kann. Diese Version enthält zwei Sets farbiger Cups und 19 neue Karten. Anders als beim Basisspiel können die Karten auch andere Aufbauweisen verlangen, etwa als Pyramide oder in Form mehrerer Stapel voreinander.

### Speed Cups Fan Edition
Aufgrund des Erfolges von Speed Cups wurde 2015 ein internationaler Wettbewerb gestartet, bei dem Speed Cup-Spieler ihre eigenen Karten entwerfen und einschicken konnten. Aus den Einsendungen wurden insgesamt 30 Karten ausgewählt und auf sechs Booster-Pakete mit je fünf Karten aufgeteilt, deren Zusammenstellung nicht zufällig ist. Die Karten werden den bereits vorhandenen Aufgabenkarten beigemischt und so in das Spiel integriert.

### Speed Cups6
2018 erschien mit Speed Cups6 eine Version des Spiels für sechs Spieler mit 36 Aufgabenkarten. Das Spiel entspricht in der Spielweise dem Basisspiel und endet, wenn alle 36 Aufgabenkarten gespielt wurden. Es gewinnt der Spieler mit den meisten gewonnenen Karten.

## Ausgaben und Rezeption
Speed Cups wurde von Haim Shafir entwickelt und 2013 bei dessen Verlag Shafir Games in Israel veröffentlicht. Im gleichen Jahr erschien das Spiel international, unter anderem beim Spieleverlag Amigo in Deutschland.
Das Spiel wurde 2014 in die Empfehlungsliste zum Kinderspiel des Jahres aufgenommen, sowie beim österreichischen Spielepreis Spiel der Spiele als „Spiele Hit für Kinder“ ausgezeichnet.

## Belege
1. 1 2 3 4  Offizielle Spielregeln für Speed Cups, Download auf der Verlagswebsite zum Spiel; abgerufen am 6. April 2017.
2. ↑  Offizielle Spielregeln für Speed Cups2, Download auf der Verlagswebsite zum Spiel; abgerufen am 6. April 2017.
3. ↑  Verlagswebsite zur Speed Cups Fan Edition; abgerufen am 6. April 2017.
4. ↑  Offizielle Spielregeln für Speed Cups6, Download auf der Verlagswebsite zum Spiel; abgerufen am 6. April 2017.
5. ↑  Versionen von Speed Cups in der Datenbank BoardGameGeek; abgerufen am 6. April 2017.